# 克拉科鎮區 (密歇根州)
克拉科鎮區（英語：Krakow Township）是位於美國密歇根州普雷斯克艾爾縣的一個行政鎮區。

## 地方資料
克拉科鎮區的面積為157.40平方千米，當中陸地面積為144.50平方千米，而水域面積為12.90平方千米。根據2020年美國人口普查的數據，當地共有人口666人，而人口密度為每平方千米4.23人。